# Ścierwiec
Ścierwiec, liszkojad czerwonotarcz, omarlica tarczowata (Oiceoptoma thoracicum) – gatunek chrząszcza z rodziny omarlicowatych.

## Taksonomia
Gatunek ten opisany został w 1758 roku przez Karola Linneusza jako Silpha thoracica. W 1815 William Elford Leach umieścił go w nowym rodzaju Oiceoptoma. W 1847 roku Louis Agassiz zmienił nazwę rodzaju na Oeceoptoma, co było jednak nieuprawnioną emendacją.

## Opis
Chrząszcz o spłaszczonym grzbietobrzusznie ciele długości od 12 do 16 mm. Z wyjątkiem pomarańczowego przedplecza ubarwiony jest czarno. Głowę ma krótką, nieprzewężoną za oczami. Przedplecze z przodu wykrojone tak, że brzeg tworzy dwa kąty proste. Jego powierzchnię porastają bardzo długie, pomarańczowe szczecinki. Pokrywy z trzema żeberkami każda, przy czym żeberko drugie jest z przodu słabe. Brzegi boczne pokryw prawie równoległe, epipleury wąskie, a w częściach przedwierzchołkowych obecne zmarszczki. U samic wierzchołek pokryw spiczasto wydłużony. Narządy rozrodcze samców charakteryzuje przedwierzchołkowo przewężony edeagus o prawie pięciokątnym szczycie i przysadziste paramery.

## Pożywienie i rozprzestrzenienie
Żeruje na padlinie, odchodach, rozkładających się roślinach, zjadając głównie larwy much. Odgrywa dzięki temu ważną rolę w łańcuchu pokarmowym. Chętnie żywi się także dojrzałymi sromotnikami bezwstydnymi, przy okazji roznosząc ich zarodniki.
Gatunek rozprzestrzeniony od Europy przez Syberię, Mongolię, chińskie prowincje Jilin i Heilongjiang po Koreę Północną, Koreę Południową, Japonię i Tajwan. W Polsce wszędzie pospolity.